# Wagenburcht

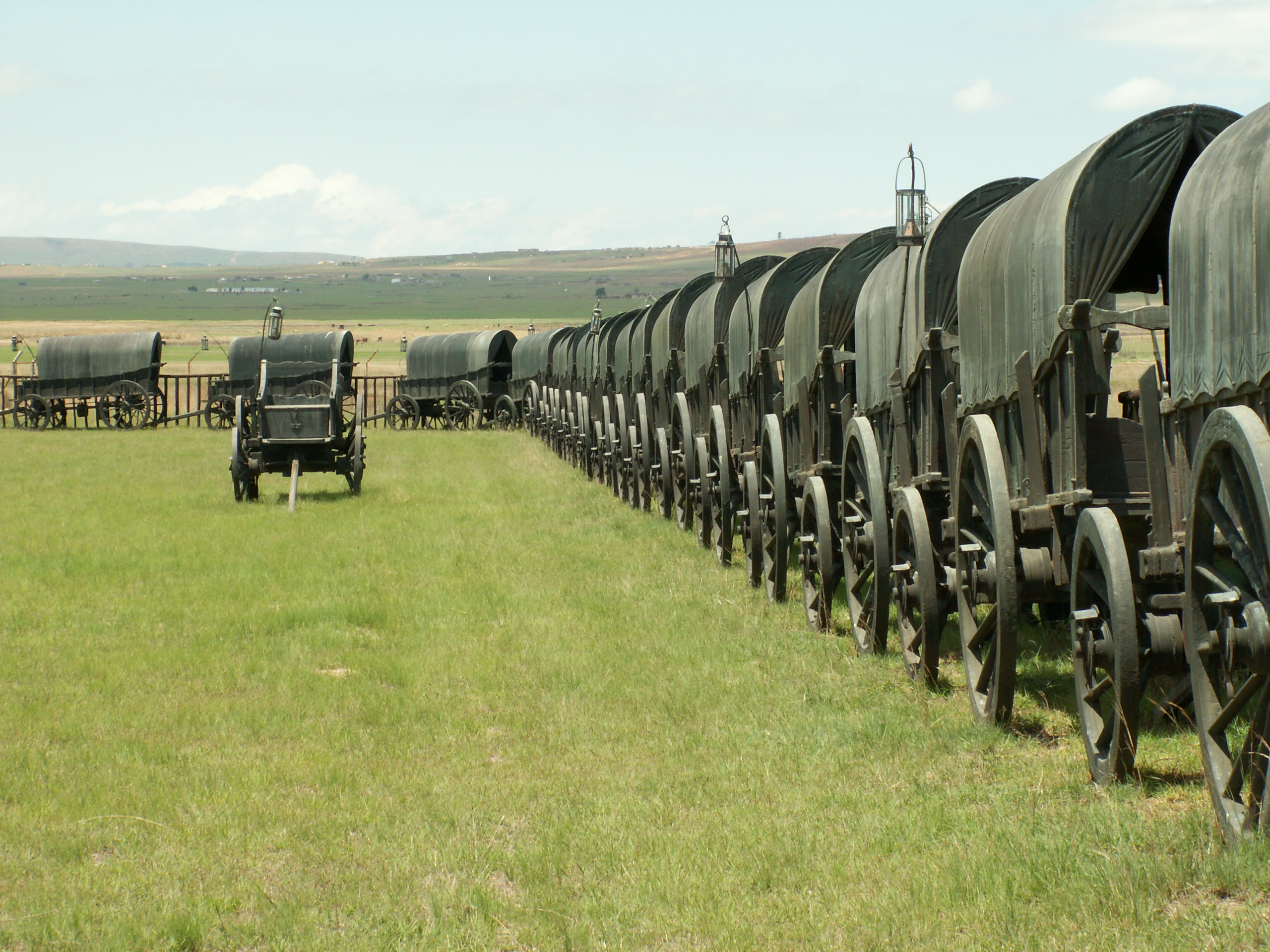
Monument aan het laager van de Voortrekkers bij de Slag bij Bloedrivier

Een wagenburcht of laager is een fortificatie van wagens in een provisorisch legerkamp. De wagens staan vaak dicht tegen elkaar aan in de vorm van een cirkel of vierkant.
De term laager komt uit het Afrikaans (vanuit het Nederlandse leger) en stamt uit de periode van de Grote Trek; forten van wagens bestaan echter al eeuwen.
Om tijdens een lange wagenreis van goede verdediging voorzien te zijn worden de wagens gebruikt als een omheining die de vijand moeilijk kan doorbreken. Deze wagenburchten werden succesvol gebruikt door de hussieten tijdens de Hussitische Oorlogen en door de Voortrekkers tijdens de Slag bij Bloedrivier.